# Берізки-Чечельницькі
Берізки-Чечельницькі — село в Ольгопільській сільській громаді Гайсинського району Вінницької області, розташоване обабіч річки Савранки - притоки Південного Бугу, за 33 км від колишнього районного центру, селища Чечельник, і за 27 км від залізничної станції Балта. Населення - близько 990 чоловік.
Є дев'ятирічна школа, клуб, 2 бібліотеки, фельдшерсько-акушерський пункт.

## Географія
Село розташоване в долині обабіч річки Саврань, правої притоки Південного Бугу. Також через село протікає річка Михайлів Яр, яка починається на південному заході від Михайлівки, тече на південний схід через колишній хутір Миколаївку і в межах Берізок впадає в річку Саврань за 40 км від її гирла. На річці  Михайлів Яр, на північ від села, створено три ставки. З півночі та півдня село оточують пагорби з яких відкривається мальовничий краєвид.

## Історія
Село виникло у XVII столітті. Назва Берізки походить від великого березового гаю, поблизу якого виникло поселення, а Чечельницькі додано на відміну від с. Берізки-Бершадські та Берізки-Надкодимські. Раніше на північ від села існував хутір Миколаївка, що був йому адміністративно підпорядкований, але він припинив своє існування, коли його покинули останні жителі в 1980-х роках. Після реформи з децентралізації село ввійшло до складу Ольгопільської сільської громади.

## Населення

### Мова
Розподіл населення за рідною мовою за даними перепису 2001 року :
| Мова            | Кількість | Відсоток |
| --------------- | --------- | -------- |
| українська      | 981       | 99.1%    |
| білоруська      | 4         | 0.4%     |
| російська       | 3         | 0.3%     |
| вірменська      | 1         | 0.1%     |
| інші/не вказали | 1         | 0.1%     |
| Усього          | 990       | 100%     |

## Економіка
Основу економіки села складає сільськогосподарська діяльність. Найбільшими підприємствами є агрофірми "Гулове" та "МТС", що вирощують різноманітні сільськогосподарські культури(пшеницю, ячмінь, соняшник, кукурудзу та ін.). Також на території села розташована органічна ягідна "Благодатна ферма", що вирощує лохину, полуницю та малину.

## Пам'ятки
- Група джерел «Берізки» — гідрологічна пам'ятка природи місцевого значення.

## Галерея

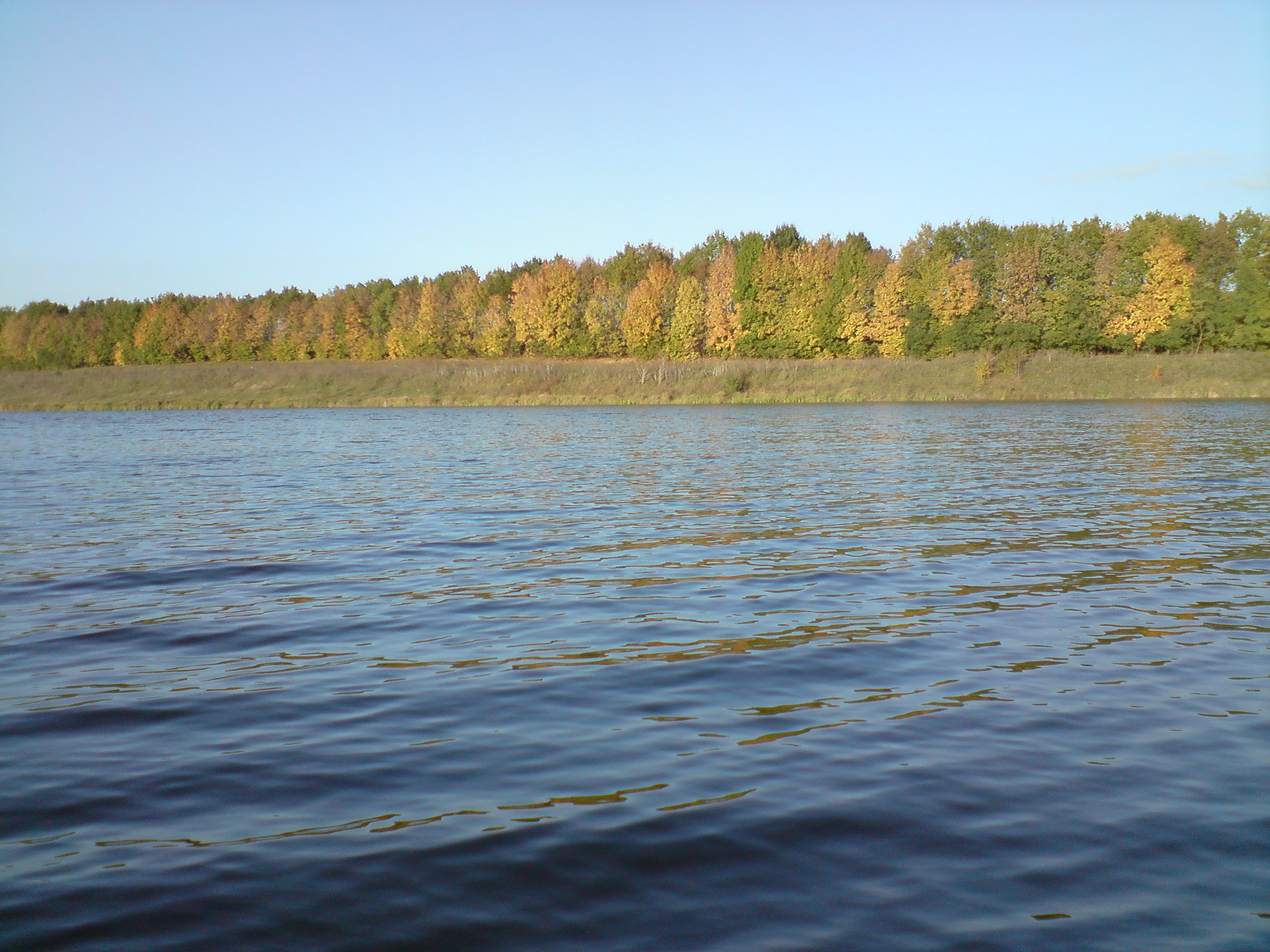
Місцевий став
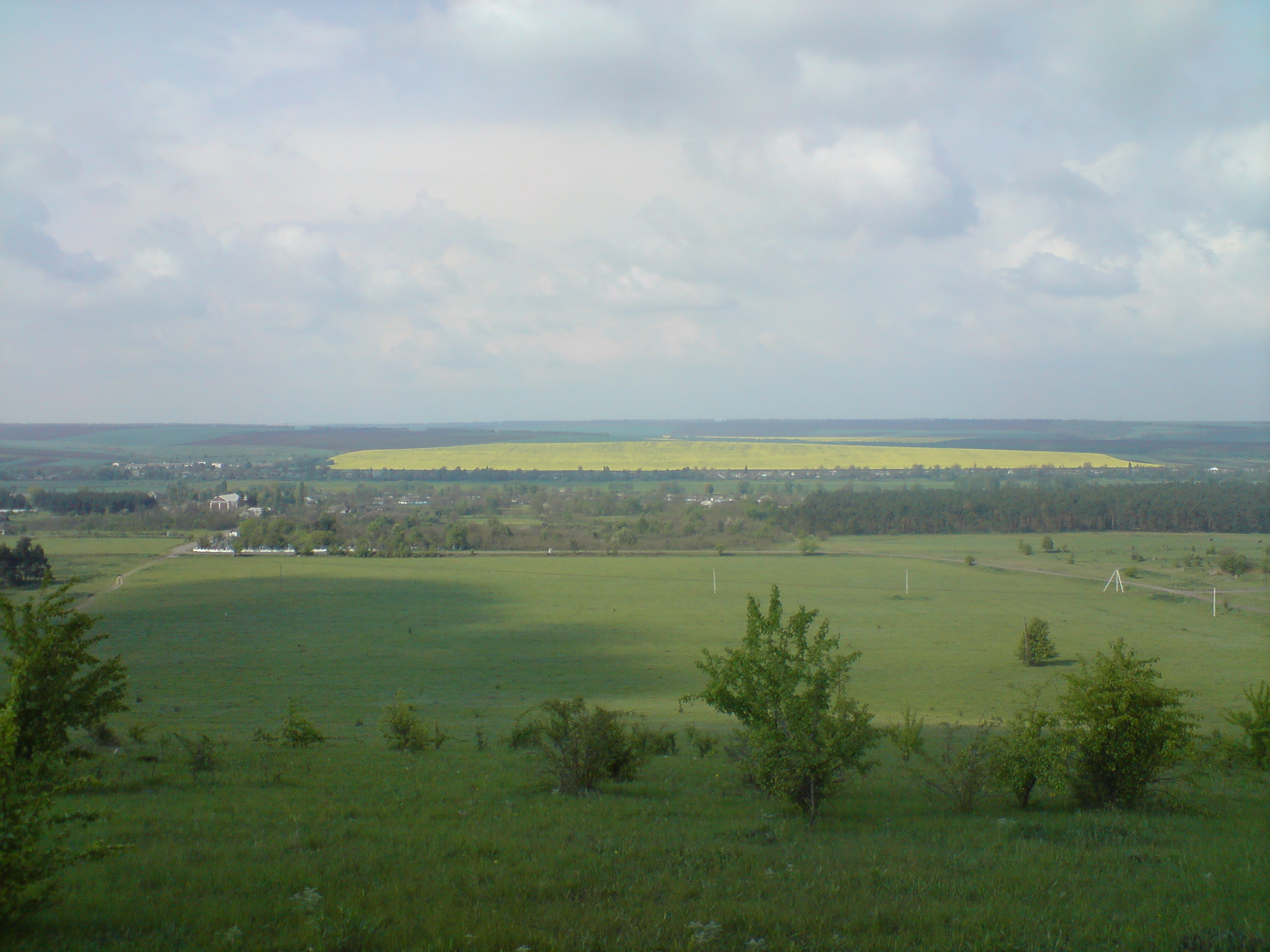
Вигляд на село з пагорба
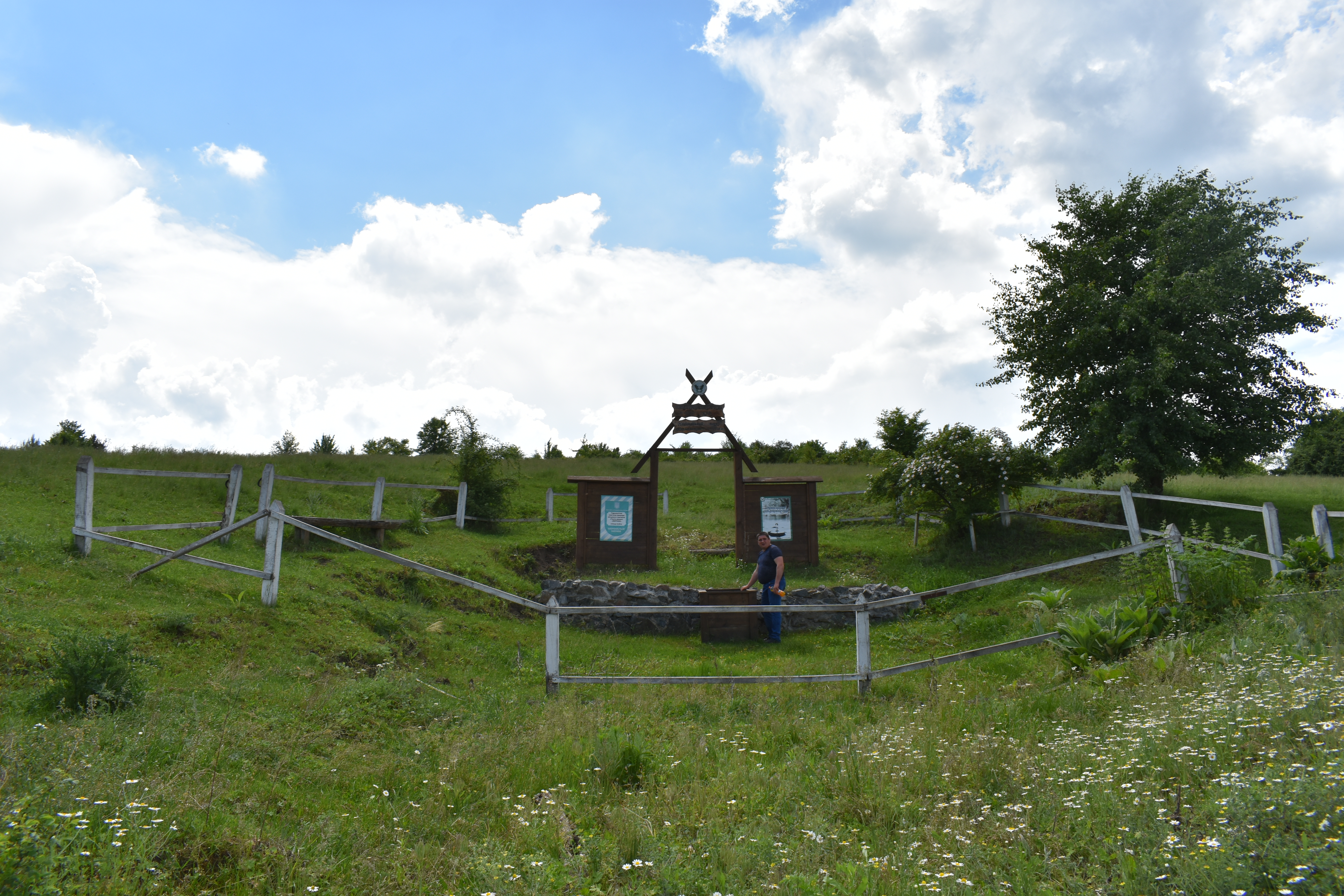
Група джерел "Берізки"